# تانيا سنجر
تانيا سنجر (بالألمانية: Tania Singer)‏ (و. 1969  م) هي عالمة أعصاب، وعالمة نفس ألمانية، ولدت في ميونخ.

## التعليم
تعلمت في جامعة ماربورغ، في تخصص علم النفس، وجامعة برلين للتكنولوجيا، وتحصلت منها على دبلوم ‏، وجامعة برلين الحرة، وتحصلت منها على دكتوراة في الفلسفة.

## روابط خارجية
- تانيا سنجر على موقع IMDb (الإنجليزية)
- تانيا سنجر على موقع مونزينجر (الألمانية)